# ادگار بورخس
ادگار بورخس (اسپانیایی: Edgar Borges‎؛ زادهٔ ۱۵ ژوئیهٔ ۱۹۶۹) بازیکن فوتبال اهل فرانسه-اروگوئه است.

## باشگاهی
از باشگاه‌هایی که در آن بازی کرده‌است می‌توان به باشگاه فوتبال دانوبیو، باشگاه فوتبال ناسیونال اروگوئه، لیل، باشگاه فوتبال دانوبیو، باشگاه فوتبال لیورپول (مونته‌ویدئو)، و باشگاه فوتبال دیپورتیوو ناسیونال اشاره کرد.

## تیم ملی
وی همچنین در تیم ملی فوتبال اروگوئه بازی کرده‌است.